# لاوينغن
لاوينغن (بالألمانية: Lauingen) هي بلدة ألمانية تقع في ألمانيا في Dillingen.

## المدن التوأمة
مدن تريفيليو، Marzahn-Hellersdorf وSegré هي مدن توأمة لـلاوينغن.

## أعلام
- ألبيرتوس ماغنوس
- نيكولاوس جيجير